# Махастхамапрапта
Махастхамапрапта (на традиционен китайски, на опростен китайски: 大勢至, на пинин: Dàshìzhì; на японски: 勢至 Сейси) е бодхисатва, представляващ силата на мъдростта. В будизма на чистата земя обикновено е рисуван с Авалокитешвара от двете страни на Буда Амитабха.
В китайския будизъм, подобно на Авалокитешвара той обикновено е изобразяван като жена. В японския будизъм той е почитан като едиин от „тринадесетте буди на Шингон“ В тибетските тантрически традиции Махастхамапрапта се счита за идентичен с Ваджрапани, чиито еманации са защитници на Буда.